# ТЭЦ Лодзь-4
ТЭЦ Лодзь-4 (ЭС-4) – теплоэлектроцентраль в одноименном городе в центральной Польше.
В 1977–1978 годах на станции ввели в эксплуатацию два блока типа ВС-50, оборудованные угольными котлами ОР-230 производства Rafako (Рацибуж) и турбинами ельблонгской компании Zamech — в блоке № 1 типа 13UP55, а в блоке № 2 типа 13CK60. В 2012 году котел блока № 2 был модернизирован до уровня BFB-180 и переведен со сжигания угля на биомассу.
В 1992 году был введен в эксплуатацию более мощный блок типа ВС-100, который имеет котел Rafako ОР-430 и турбину Zamech 13UC105.
Для покрытия пиковых нагрузок в теплосистеме в 1977–1984 годах установили четыре угольных водогрейных котла Rafako WP-120 мощностью по 140 МВт. Также в итоге на площадке появился менее мощный котел EOG-35.
Общая электрическая и тепловая мощность станции в максимальной конфигурации составляла 215 МВт и 1060 МВт соответственно. По состоянию на конец 2010-х годов на сайте владельца ТЭЦ эти показатели указываются как 198 МВт и 820 МВт.
Уголь доставляется на станцию железнодорожным транспортом.
Удаление продуктов сгорания происходит с помощью дымоходов высотой 250 метров и 200 метров, только для котла EOG-35 используется отдельное существенно более низкое сооружение высотой 61 метр.